# Coupe de la Ligue japonaise de football 2020
Navigation
Coupe de la Ligue 2019 Coupe de la Ligue 2021
La coupe de la Ligue japonaise 2020 est la 28e édition de la Coupe de la Ligue japonaise, organisée par la J.League, elle oppose les 18 équipes de J.League et une de J2.League du 16 février 2020 au 4 janvier 2021.
Le vainqueur se qualifie pour la Coupe Levain.

## Format
Les 18 équipes évoluant en J.League 2020 participent au tournoi. En fonction des résultats des éliminatoires de la Ligue des champions de l'AFC 2020, une ou deux équipes de J2.League 2020 peuvent être invitées. Il s'agit du Matsumoto Yamaga FC et du Júbilo Iwata, respectivement 17e et 18e de la J.League 2019. La qualification du FC Tokyo en phase de groupes de l'AFC permet au Matsumoto Yamaga d'accéder à la compétition.

## Phase de groupes

### Groupe A
| Rang | Équipe            | Pts | J | G | N | P | Bp | Bc | Diff |  | Résultats (▼ dom., ► ext.) | KAW | NAG | KASA | SHI |
| ---- | ----------------- | --- | - | - | - | - | -- | -- | ---- |  | -------------------------- | --- | --- | ---- | --- |
| 1    | Kawasaki Frontale | 7   | 3 | 2 | 1 | 0 | 10 | 5  | +5   |  | Kawasaki Frontale          |     |     |      | 5-1 |
| 2    | Nagoya Grampus    | 7   | 3 | 2 | 1 | 0 | 6  | 2  | +4   |  | Nagoya Grampus             | 2-2 |     | 1-0  |     |
| 3    | Kashima Antlers   | 3   | 3 | 1 | 0 | 2 | 5  | 6  | -1   |  | Kashima Antlers            | 2-3 |     |      |     |
| 4    | Shimizu S-Pulse   | 0   | 3 | 0 | 0 | 3 | 3  | 11 | -8   |  | Shimizu S-Pulse            |     | 0-3 | 2-3  |     |

### Groupe B
| Rang | Équipe              | Pts | J | G | N | P | Bp | Bc | Diff |  | Résultats (▼ dom., ► ext.) | COSA | URA | SEN | MAT |
| ---- | ------------------- | --- | - | - | - | - | -- | -- | ---- |  | -------------------------- | ---- | --- | --- | --- |
| 1    | Cerezo Osaka        | 9   | 3 | 3 | 0 | 0 | 8  | 1  | +7   |  | Cerezo Osaka               |      | 1-0 |     | 4-1 |
| 2    | Urawa Red Diamonds  | 6   | 2 | 1 | 0 | 1 | 5  | 3  | +2   |  | Urawa Red Diamonds         |      |     | 5-2 |     |
| 3    | Vegalta Sendai      | 3   | 2 | 0 | 0 | 2 | 2  | 8  | -6   |  | Vegalta Sendai             | 0-3  |     |     |     |
| 4    | Matsumoto Yamaga FC | 0   | 1 | 0 | 0 | 1 | 1  | 4  | -3   |  | Matsumoto Yamaga FC        |      |     |     |     |

Le Matsumoto Yamaga FC ne participe pas aux 2e et 3e matchs en raison d'un changement de règlement, et les deux matchs sont déclarés victorieux par 0 but pour les équipes adverses.

### Groupe C
| Rang | Équipe              | Pts | J | G | N | P | Bp | Bc | Diff |  | Résultats (▼ dom., ► ext.) | SAP | HIR | YFC | MAT    |
| ---- | ------------------- | --- | - | - | - | - | -- | -- | ---- |  | -------------------------- | --- | --- | --- | ------ |
| 1    | Hokkaido Sapporo    | 7   | 3 | 2 | 1 | 0 | 6  | 2  | +4   |  | Hokkaido Sapporo           |     | 2-1 | 1-1 |        |
| 2    | Sanfrecce Hiroshima | 4   | 2 | 1 | 0 | 1 | 3  | 2  | +1   |  | Sanfrecce Hiroshima        |     |     |     | annulé |
| 3    | Yokohama FC         | 4   | 3 | 1 | 1 | 1 | 2  | 3  | -1   |  | Yokohama FC                |     | 0-2 |     |        |
| 4    | Sagan Tosu          | 1   | 2 | 0 | 0 | 2 | 0  | 4  | -4   |  | Sagan Tosu                 | 0-3 |     | 0-1 |        |

Le match Sanfrecce Hiroshima - Sagan Tosu est annulé après que certains membres du Sagan Tosu soient diagnostiqués positifs au Covid-19. La JPFL décide alors qu'aucun match alternatif n'aura lieu et que les deux équipes concernées reçoivent un point pour finaliser le classement, conformément aux directives du jeu.

### Groupe D
| Rang | Équipe          | Pts | J | G | N | P | Bp | Bc | Diff |  | Résultats (▼ dom., ► ext.) | KASR | GASA | BEL | OIT |
| ---- | --------------- | --- | - | - | - | - | -- | -- | ---- |  | -------------------------- | ---- | ---- | --- | --- |
| 1    | Kashiwa Reysol  | 9   | 3 | 3 | 0 | 0 | 5  | 1  | +4   |  | Kashiwa Reysol             |      |      | 1-0 | 3-1 |
| 2    | Gamba Osaka     | 4   | 3 | 1 | 1 | 1 | 3  | 3  | 0    |  | Gamba Osaka                | 0-1  |      |     |     |
| 3    | Shonan Bellmare | 3   | 3 | 1 | 0 | 2 | 2  | 3  | -1   |  | Shonan Bellmare            |      | 1-2  |     | 1-0 |
| 4    | Oita Trinita    | 1   | 3 | 0 | 1 | 2 | 2  | 5  | -3   |  | Oita Trinita               |      | 1-1  |     |     |

## Phase finale
La phase finale est un match à élimination directe disputé entre les 5 clubs qualifiés de la phase de groupes et les 3 participants à la Ligue des champions de l'AFC.
Le tirage au sort des quarts de finale a lieu le 13 août 2020.
|  | Quarts de finale           | Quarts de finale         | Quarts de finale                         | Quarts de finale         |                     |                     | Demi-finales                         | Demi-finales                         | Demi-finales                         | Demi-finales                         |  |  | Finale                          | Finale                          | Finale                          | Finale                          |
|  |                            |                          |                                          |                          |                     |                     |                                      |                                      |                                      |                                      |  |  |                                 |                                 |                                 |                                 |
|  | Dôme de Sapporo, Sapporo   | Dôme de Sapporo, Sapporo | Dôme de Sapporo, Sapporo                 | Dôme de Sapporo, Sapporo |                     |                     | Nippatsu Mitsuzawa Stadium, Yokohama | Nippatsu Mitsuzawa Stadium, Yokohama | Nippatsu Mitsuzawa Stadium, Yokohama | Nippatsu Mitsuzawa Stadium, Yokohama |  |  | Stade olympique national, Tokyo | Stade olympique national, Tokyo | Stade olympique national, Tokyo | Stade olympique national, Tokyo |
|  | Dôme de Sapporo, Sapporo   | Dôme de Sapporo, Sapporo | Dôme de Sapporo, Sapporo                 | Dôme de Sapporo, Sapporo |                     |                     | Nippatsu Mitsuzawa Stadium, Yokohama | Nippatsu Mitsuzawa Stadium, Yokohama | Nippatsu Mitsuzawa Stadium, Yokohama | Nippatsu Mitsuzawa Stadium, Yokohama |  |  | Stade olympique national, Tokyo | Stade olympique national, Tokyo | Stade olympique national, Tokyo | Stade olympique national, Tokyo |
|  | Hokkaido Sapporo           | Hokkaido Sapporo         | 1 tab(4)                                 | 1 tab(4)                 |                     |                     | Nippatsu Mitsuzawa Stadium, Yokohama | Nippatsu Mitsuzawa Stadium, Yokohama | Nippatsu Mitsuzawa Stadium, Yokohama | Nippatsu Mitsuzawa Stadium, Yokohama |  |  | Stade olympique national, Tokyo | Stade olympique national, Tokyo | Stade olympique national, Tokyo | Stade olympique national, Tokyo |
|  | Hokkaido Sapporo           | Hokkaido Sapporo         | 1 tab(4)                                 | 1 tab(4)                 |                     |                     | Nippatsu Mitsuzawa Stadium, Yokohama | Nippatsu Mitsuzawa Stadium, Yokohama | Nippatsu Mitsuzawa Stadium, Yokohama | Nippatsu Mitsuzawa Stadium, Yokohama |  |  | Stade olympique national, Tokyo | Stade olympique national, Tokyo | Stade olympique national, Tokyo | Stade olympique national, Tokyo |
|  | Yokohama F. Marinos        | Yokohama F. Marinos      | 1 tab(5)                                 | 1 tab(5)                 |                     |                     | Nippatsu Mitsuzawa Stadium, Yokohama | Nippatsu Mitsuzawa Stadium, Yokohama | Nippatsu Mitsuzawa Stadium, Yokohama | Nippatsu Mitsuzawa Stadium, Yokohama |  |  | Stade olympique national, Tokyo | Stade olympique national, Tokyo | Stade olympique national, Tokyo | Stade olympique national, Tokyo |
|  | Yokohama F. Marinos        | Yokohama F. Marinos      | 1 tab(5)                                 | 1 tab(5)                 | Yokohama F. Marinos | Yokohama F. Marinos | 0                                    | 0                                    |                                      |                                      |  |  | Stade olympique national, Tokyo | Stade olympique national, Tokyo | Stade olympique national, Tokyo | Stade olympique national, Tokyo |
|  | Stade Nagai, Osaka         |                          |                                          |                          | Yokohama F. Marinos | Yokohama F. Marinos | 0                                    | 0                                    |                                      |                                      |  |  | Stade olympique national, Tokyo | Stade olympique national, Tokyo | Stade olympique national, Tokyo | Stade olympique national, Tokyo |
|  |                            |                          | Kashiwa Reysol                           | Kashiwa Reysol           | 1                   | 1                   |                                      |                                      |                                      |                                      |  |  | Stade olympique national, Tokyo | Stade olympique national, Tokyo | Stade olympique national, Tokyo | Stade olympique national, Tokyo |
|  | Cerezo Osaka               | Cerezo Osaka             | Kashiwa Reysol                           | Kashiwa Reysol           | 1                   | 1                   | 0                                    | 0                                    |                                      |                                      |  |  | Stade olympique national, Tokyo | Stade olympique national, Tokyo | Stade olympique national, Tokyo | Stade olympique national, Tokyo |
|  | Cerezo Osaka               | Cerezo Osaka             | Stade d'athlétisme de Todoroki, Kawasaki |                          |                     |                     | 0                                    | 0                                    |                                      |                                      |  |  | Stade olympique national, Tokyo | Stade olympique national, Tokyo | Stade olympique national, Tokyo | Stade olympique national, Tokyo |
|  | Kashiwa Reysol             | Kashiwa Reysol           | 3                                        | 3                        |                     |                     |                                      |                                      |                                      |                                      |  |  | Stade olympique national, Tokyo | Stade olympique national, Tokyo | Stade olympique national, Tokyo | Stade olympique national, Tokyo |
|  | Kashiwa Reysol             | Kashiwa Reysol           | 3                                        | 3                        | Kashiwa Reysol      | Kashiwa Reysol      | 1                                    | 1                                    |                                      |                                      |  |  |                                 |                                 |                                 |                                 |
|  | Stade du parc Misaki, Kobe |                          |                                          |                          | Kashiwa Reysol      | Kashiwa Reysol      | 1                                    | 1                                    |                                      |                                      |  |  |                                 |                                 |                                 |                                 |
|  |                            |                          | FC Tokyo                                 | FC Tokyo                 | 2                   | 2                   |                                      |                                      |                                      |                                      |  |  |                                 |                                 |                                 |                                 |
|  | Vissel Kobe                | Vissel Kobe              | FC Tokyo                                 | FC Tokyo                 | 2                   | 2                   | 0                                    | 0                                    |                                      |                                      |  |  |                                 |                                 |                                 |                                 |
|  | Vissel Kobe                | Vissel Kobe              |                                          |                          |                     |                     |                                      |                                      |                                      |                                      |  |  |                                 |                                 |                                 |                                 |
|  | Kawasaki Frontale          | Kawasaki Frontale        | 6                                        | 6                        |                     |                     |                                      |                                      |                                      |                                      |  |  |                                 |                                 |                                 |                                 |
|  | Kawasaki Frontale          | Kawasaki Frontale        | 6                                        | 6                        | Kawasaki Frontale   | Kawasaki Frontale   | 0                                    | 0                                    |                                      |                                      |  |  |                                 |                                 |                                 |                                 |
|  | Stade Ajinomoto, Tokyo     |                          |                                          |                          | Kawasaki Frontale   | Kawasaki Frontale   | 0                                    | 0                                    |                                      |                                      |  |  |                                 |                                 |                                 |                                 |
|  |                            |                          | FC Tokyo                                 | FC Tokyo                 | 2                   | 2                   |                                      |                                      |                                      |                                      |  |  |                                 |                                 |                                 |                                 |
|  | FC Tokyo                   | FC Tokyo                 | FC Tokyo                                 | FC Tokyo                 | 2                   | 2                   | 3                                    | 3                                    |                                      |                                      |  |  |                                 |                                 |                                 |                                 |
|  | FC Tokyo                   | FC Tokyo                 |                                          |                          |                     |                     |                                      | 3                                    |                                      |                                      |  |  |                                 |                                 |                                 |                                 |
|  | Nagoya Grampus             | Nagoya Grampus           | 0                                        | 0                        |                     |                     |                                      |                                      |                                      |                                      |  |  |                                 |                                 |                                 |                                 |
|  | Nagoya Grampus             | Nagoya Grampus           | 0                                        | 0                        |                     |                     |                                      |                                      |                                      |                                      |  |  |                                 |                                 |                                 |                                 |
|  |                            |                          |                                          |                          |                     |                     |                                      |                                      |                                      |                                      |  |  |                                 |                                 |                                 |                                 |

tab = Tirs au but; ap = Après prolongation

### Quarts de finale
| Club                       | Score           | Club                |
| -------------------------- | --------------- | ------------------- |
| Hokkaido Consadole Sapporo | 1 - 1 (tab 4-5) | Yokohama F. Marinos |
| Cerezo Osaka               | 0 - 3           | Kashiwa Reysol      |
| Vissel Kobe                | 0 - 6           | Kawasaki Frontale   |
| FC Tokyo                   | 3 - 0           | Nagoya Grampus      |

### Demi-finales
| Club                | Score | Club           |
| ------------------- | ----- | -------------- |
| Yokohama F. Marinos | 0 - 1 | Kashiwa Reysol |
| Kawasaki Frontale   | 0 - 2 | FC Tokyo       |

### Finale
| Lundi 4 janvier 2021                 | Kashiwa Reysol | 1 - 2   | FC Tokyo                   | Stade olympique national, Tokyo                     |                                                     |
| 14h35 (UTC+9) (6h35 heure française) | Segawa 45e     | (1 - 1) | 16e Leandro · 74e Adaílton | Spectateurs : 24 219 Arbitrage : Koichiro Fukushima | Spectateurs : 24 219 Arbitrage : Koichiro Fukushima |
| 14h35 (UTC+9) (6h35 heure française) | Rapport        |         |                            | Spectateurs : 24 219 Arbitrage : Koichiro Fukushima | Spectateurs : 24 219 Arbitrage : Koichiro Fukushima |